# Asemnantha
Asemnantha là một chi thực vật có hoa trong họ Thiến thảo (Rubiaceae).

## Loài
Chi Asemnantha gồm các loài: